# Abir Aramin
Abir Aramin (en arabe : عبير عرامين et en hébreu : עביר עראמין) est une Palestinienne née en 1997 et morte le 20 janvier 2007 d'une fracture à l'arrière du crâne, lors d'une confrontation entre des lanceurs de pierres avec des garde-frontières israéliens. 

## Biographie
Abir Aramin est la fille de Bassam Aramin, cofondateur de l'ONG Combattants pour la paix (en) et millitant du Fatah qui avait passé sept années en prison pour violence politique. Elle vit et suit sa scolarité dans la ville palestinienne d'Anata. Le 16 janvier 2007, après avoir passé un examen de mathématiques dans la matinée, elle rejoint ses amis. Peu après 9 h 10 du matin, pendant la manifestation dans la rue avec sa sœur et deux amis, elle est frappée à la tête par un projectile ,. Elle est alors transportée au centre médical Hadassah à Jérusalem, où elle décède quatre jours plus tard,. 
L'enquête des forces israéliennes maintient initialement qu'elle aurait été touchée par une pierre jetée par les militants palestiniens présents, mais n'a pas trouvé de preuves concluantes quant à la nature du projectile qui l'a percutée.

## Procès
Après la mort d'Abir, son père s'engage à utiliser les moyens légaux existants pour faire reconnaître la responsabilité de l'État d'Israël dans la mort de sa fille. Dans les jours qui suivent le décès, les forces de défense israéliennes mènent une enquête interne pour déterminer les causes du décès et arrivent à la conclusion que les agents devaient disperser une manifestation où ils essuyaient des jets de pierre. Le procès dure environ 3 ans et demi avant la reconnaissance de la responsabilité « par négligence » d'un garde frontière israélien dans les événements qui ont causé sa mort. À la suite de son tir d'une balle en caoutchouc visant à disperser les militants,
Plusieurs rebondissements auront lieu dans cette affaire. La justice israélienne clot le dossier en automne 2008 et refuse une demande en appel pour sa réouverture. Le 14 octobre 2009, la Cour de justice accepte sa réouverture et donne 14 jours aux plaignants pour fournir le matériel justifiant la poursuite des investigations.
Le 25 septembre 2011, la Cour de justice de Jérusalem rend son jugement et reconnait l'État d'Israël responsable dans la mort d'Abir Arim et doit en conséquence verser 1,5 million ($430,000) de nouveaux shekalim à la famille Aramin ,,.

## Roman
L'histoire de Abir Aramin (ainsi que celle du parcours de son père, Bassam, à la suite de cette mort) a fait l'objet du roman de Colum McCann intitulé Apeirogon, dans lequel elle narrée parallèlement à l'histoire de la jeune israélienne Smadar Elhanan, tuée, elle, dans un attentat à la bombe dans une rue de Jérusalem en 1997, et de son père Rami. Les deux pères se rencontrent au sein de l'organisation des Combattants pour la paix (en).